# توركي هيل
توركي هيل Turkey Hill هي علامة تجارية أمريكية للشاي المثلج والآيس كريم ومشروبات أخرى، تُوزع في داخل الولايات المتحدة وخارجها.
تمتلكها منذ عام 1985 شركة كروغر حتى عام 2019 حين استحوذت عليها شركة بي كروك كابيتال.
تقع مقراتها في كونستوغا في ولاية بنسلفانيا الأمريكية.